# 王欢 (十六国)
王歡（—384年）字君厚，樂陵人，五胡十六國時期儒者。前燕慕容暐登基後，任命其為國子博士，並親自向其學習儒家經典。後王歡升為祭酒。前燕滅亡後，苻堅同樣任命其為國子祭酒。淝水之戰後，慕容暐在長安發動叛亂失敗被殺，王歡在長安也遭到牽連而被處死。

## 延伸阅读
[在维基数据编辑]
 《晉書/卷091》，出自房玄齡《晉書》